# Chiesa della Beata Vergine del Suffragio
La chiesa della Beata Vergine del Suffragio è un luogo di culto cattolico situato a Trento.
È uno dei luoghi dove ancora ogni domenica si recita la Santa Messa alle ore 18:00 in rito tridentino, Vetus Ordo, al posto del rito romano.

## Storia

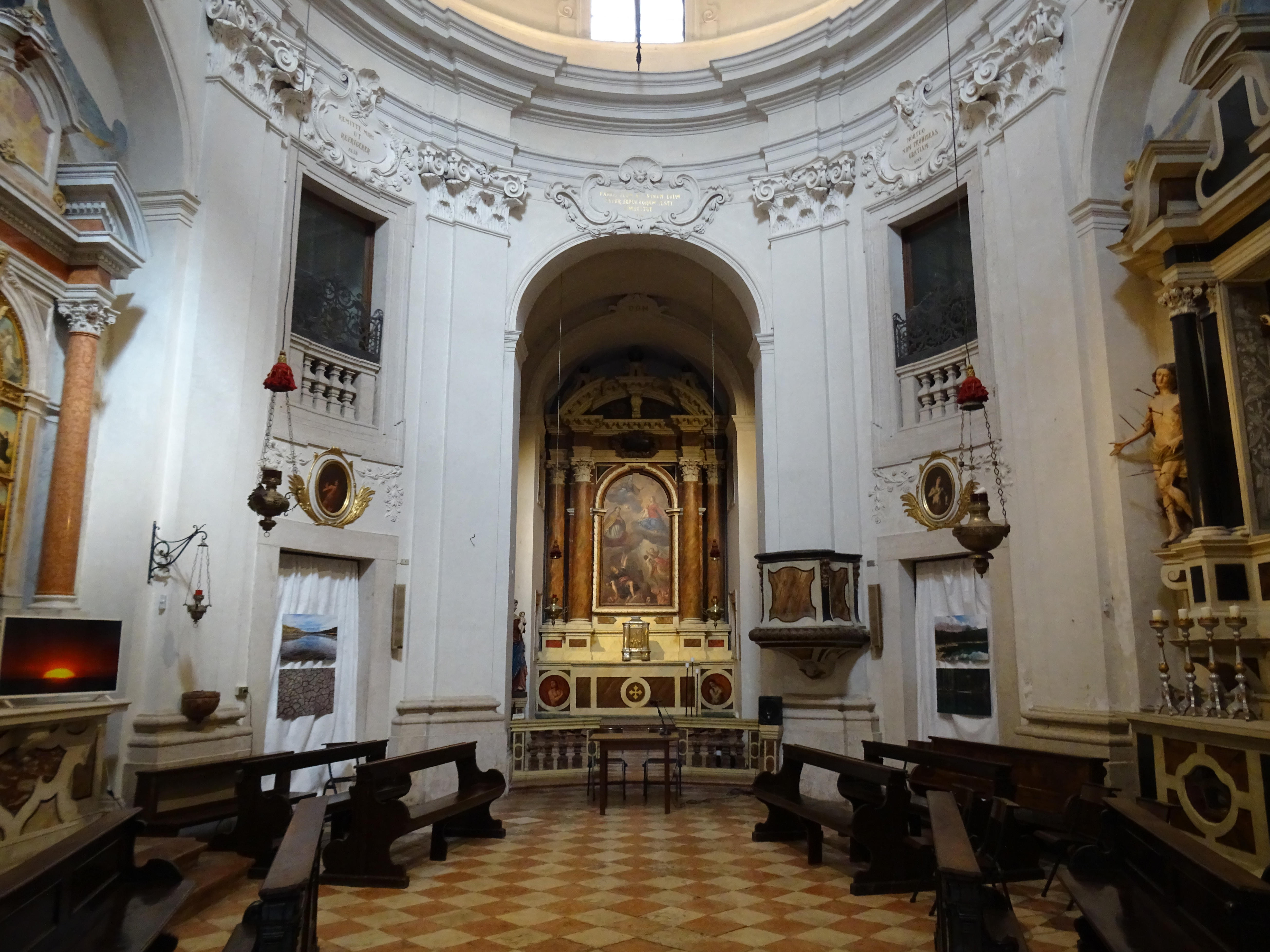
Interno

L'edificio religioso, che sorge tra due caseggiati comuni, fu progettato dall'architetto Antonio Brusinelli in stile barocco tra il 1727 e il 1729 ed è orientato verso oriente.
L'unica facciata è di tipologia a tempio classico suddivisa da quattro paraste e si conclude mediante un unico frontone a forma triangolare. Al suo interno la chiesa presenta un'aula ricoperta da una cupola ellittica e il presbiterio rialzato su due gradini.